# Pierre de Tournai

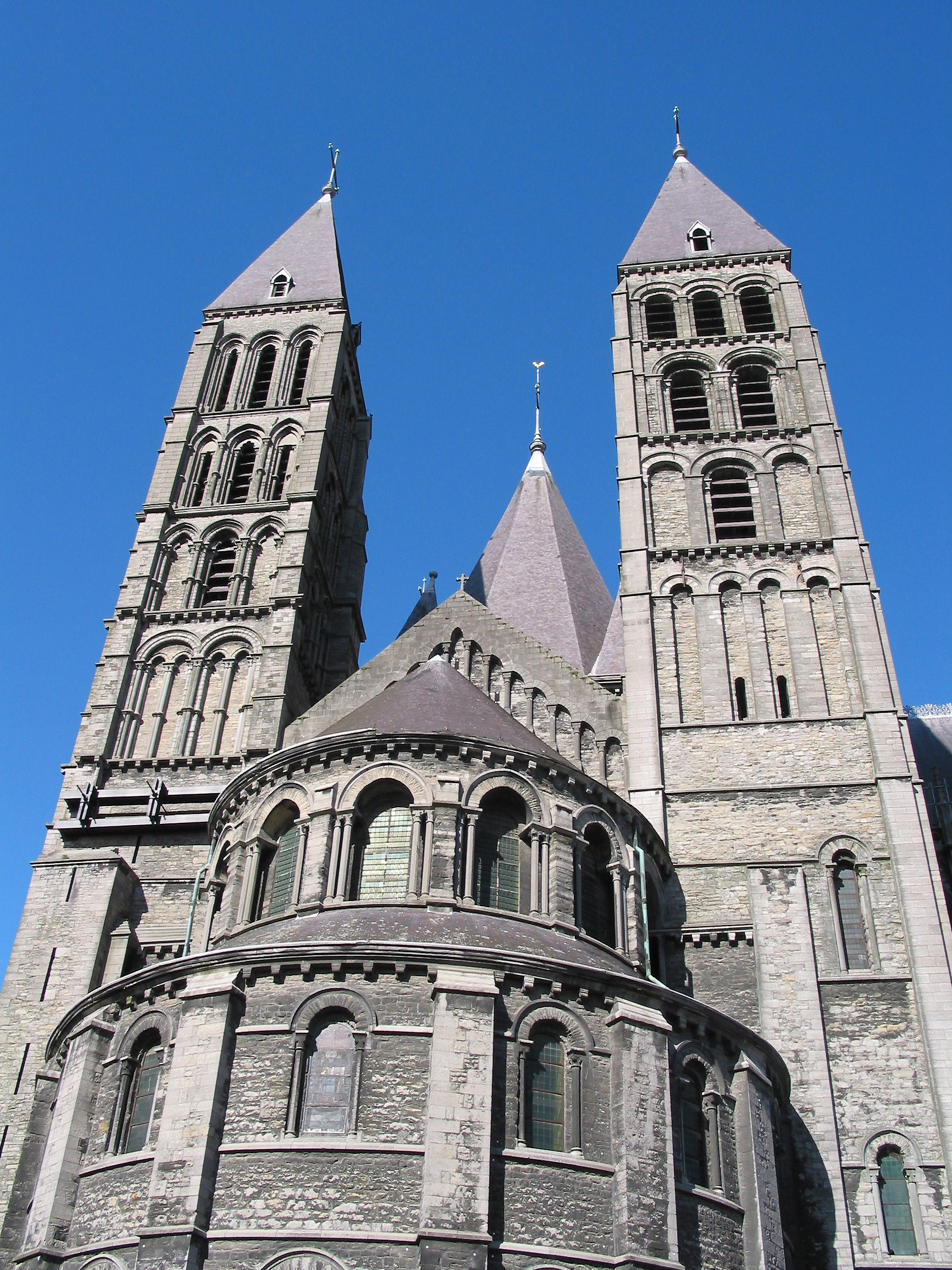
La cathédrale Notre-Dame de Tournai est en pierre de Tournai

La pierre de Tournai est un type de calcaire, dur et compact, gris bleuté, qui est extraite dans les environs de Tournai. C'est une provenance de la pierre bleue qu'on trouve dans une vaste partie de la Wallonie et dans les régions immédiatement voisines de France et d'Allemagne. Les carrières du Tournaisis en contiennent plusieurs variétés assez différenciées selon les couches géologiques exploitées. Ce type de calcaire s'est formée par sédimentation marine durant le Paléozoïque, à plusieurs étages, dont le Tournaisien du Carbonifère inférieur, qui tire son nom de la ville de Tournai où est situé le stratotype.
Cette pierre a été utilisée dans la construction de nombreuses églises et est caractéristique du gothique scladien. Les bâtiments civils tels que le beffroi et le Château des Comtes à Gand sont également en pierre bleu de Tournai. Cette pierre assez dure et étanche a été utilisée pour les célèbres fonts baptismaux et pierres tombales de Tournai. 
Autrefois extraite à Tournai même, les carrières où est extraite aujourd'hui cette pierre sont situées à Vaulx et à Gaurain-Ramecroix (carrière "La Roquette"). Si l'on y produit toujours de la pierre de taille, une part importante de la pierre aujourd'hui extraite alimentent de grandes industries de ciment, de chaux et de gravier, parmi les plus importantes de Belgique.
Cette pierre a une structure compacte à grain fin. Bien que principalement grisâtre, des motifs blancs peuvent également être observés, provenant de fragments fossiles, notamment des crinoïdes. Elle devient très foncée lorsqu'elle est polie, d'où son utilisation courante en marbrerie comme marbre noir.

## Littérature
- Jeroen Westerman, Marbre noir de Tournai, in : Madoc, 1998, p. 33-41